# Diecéze caxitská
Diecéze Caxito je římskokatolická diecéze nacházející se v Angole.

## Území
Diecéze se nachází v provincii Bengo, v severozápadní části Angoly. Zahrnuje následující obce: Caxito, Ambriz, Bula Atumba, Dande, Dembos, Nambuangongo, Pango-Aluquém, Cacuaco a Kikolo. Na severu hraničí s diecézemi Mbanza Congo a Uíje, na východě s diecézí Ndalatando a na západě s arcidiecézí Luanda.
Biskupské sídlo se nachází v provinčním hlavním městě Caxito, kde se také nachází hlavní chrám diecéze Katedrála svaté Anny.
Území je rozděleno do 10 farností. K roku 2012 měla: 240 000 věřících, 5 diecézních kněží, 25 řeholních kněží, 28 řeholníků a 82 řeholnic.

## Historie
Diecéze byla založena 6. června 2007 bulou Caritas Christi papeže Benedikta XVI., z části území arcidiecéze Luanda.

## Seznam biskupů
- António Francisco Jaca, S.V.D. (2007–2018)
- Maurício Agostinho Camuto, C.S.Sp. (od 2020)